# 卡塔林·考里科
卡塔林·「卡蒂」·考里科（匈牙利語發音：[ˈkɒrikoː ˌkɒtɒlin]；1955年1月17日—）是一名匈牙利-美國生物化学家，专攻RNA介导机制，2023年與德鲁·韦斯曼一起獲得诺贝尔生理学或医学奖。她的研究促成了由体外转录mRNA产生蛋白质的疗法。2006年至2013年间，她联合创立了RNARx公司并担任執行長一职。自2013年起，她担任BioNTech RNA制药公司的高级副总裁。她曾於宾夕法尼亚大学長期擔任兼职教授，2013年後才回流母校匈牙利塞格德大学。
考里科的科学研究包括了RNA介导免疫激活，这一工作使她与美国免疫学家德鲁·韦斯曼一道，共同发明了修饰核苷mRNA技术来抑制mRNA的免疫原性。这一发明使得 mRNA 治疗手段成为可能。她与魏斯曼是兩項非免疫原性修饰核苷RNA应用的美国专利的共同發明人。该技术被授权给了BioNTech和莫德纳进行COVID-19疫苗的研发，两人也因此获得2023年诺贝尔生理学或医学奖。考里科教授还于2023年8月获香港中文大学颁发荣誉理学博士学位。 因其研究工作，卡里科和韋斯曼除了获得诺贝尔奖之外，还获得了许多其他奖项，包括拉斯克-德贝基临床医学研究奖（Lasker–DeBakey Clinical Medical Research Award）、《时代》杂志2021年度英雄（Time Magazine's Hero of the Year 2021），以及2022年唐奖生技医药奖（Tang Prize Award in Biopharmaceutical Science）。

## 科學貢獻
她於1990年成為賓夕法尼亞大學醫學院的研究助理教授，她的第一份科研基金申請提議將mRNA用於基因療法。她的主要研究興趣一直是基於mRNA的療法。在獲得終身教授職的過程中，由於申請科研基金一再被拒，在1995年被降職。1997年，此時的卡塔林已潦倒到連科學期刊都訂不起，在排隊等候影印期刊閱讀時偶遇免疫學教授德魯·韋斯曼（Drew Weissman），最終韋斯曼提攜其共同合作。
卡塔林在BioNTech工作與研究期間的貢獻在於產生免疫細胞來製造疫苗抗原，她的研究表明，來自mRNA的抗病毒反應使他們的癌症疫苗能夠額外增強對腫瘤的防禦能力。 2020年，卡塔林和韦斯曼的技術，被輝瑞與BioNTech兩家公司用來開發COVID-19疫苗。
英國生物學家理查德·道金斯及協助創立莫德納的加拿大幹細胞生物學家德里克·羅西，呼籲卡塔林和韦斯曼應該要獲得諾貝爾獎。